# Hildebrand (adlig släkt)
Hildebrand var en svensk adlig släkt. Den introducerades på Riddarhuset 1699 på nummer 1357, och dog ut på svärdssidan 1809.
Släkten härstammade från patriciern Jacob Hildebrand i Braunschweig. Sonsonen Henrik Jakob Hildebrand (1636–1714), föddes i Wolfenbüttel i Tyskland. Omkring 1660 flyttade han till Stockholm där han blev framgångsrik skeppsredare och dessutom brukspatron och godsägare. 